# エコ・ステーション
エコステーション (Eco-Station) は、低公害車の一種である燃料電池自動車や代替燃料自動車や電気自動車などのクリーンエネルギー自動車に燃料や充電用の電気を供給する場所の総称で、名称は2005年に解散したエコ・ステーション推進協会の登録商標となっている。

## 概要

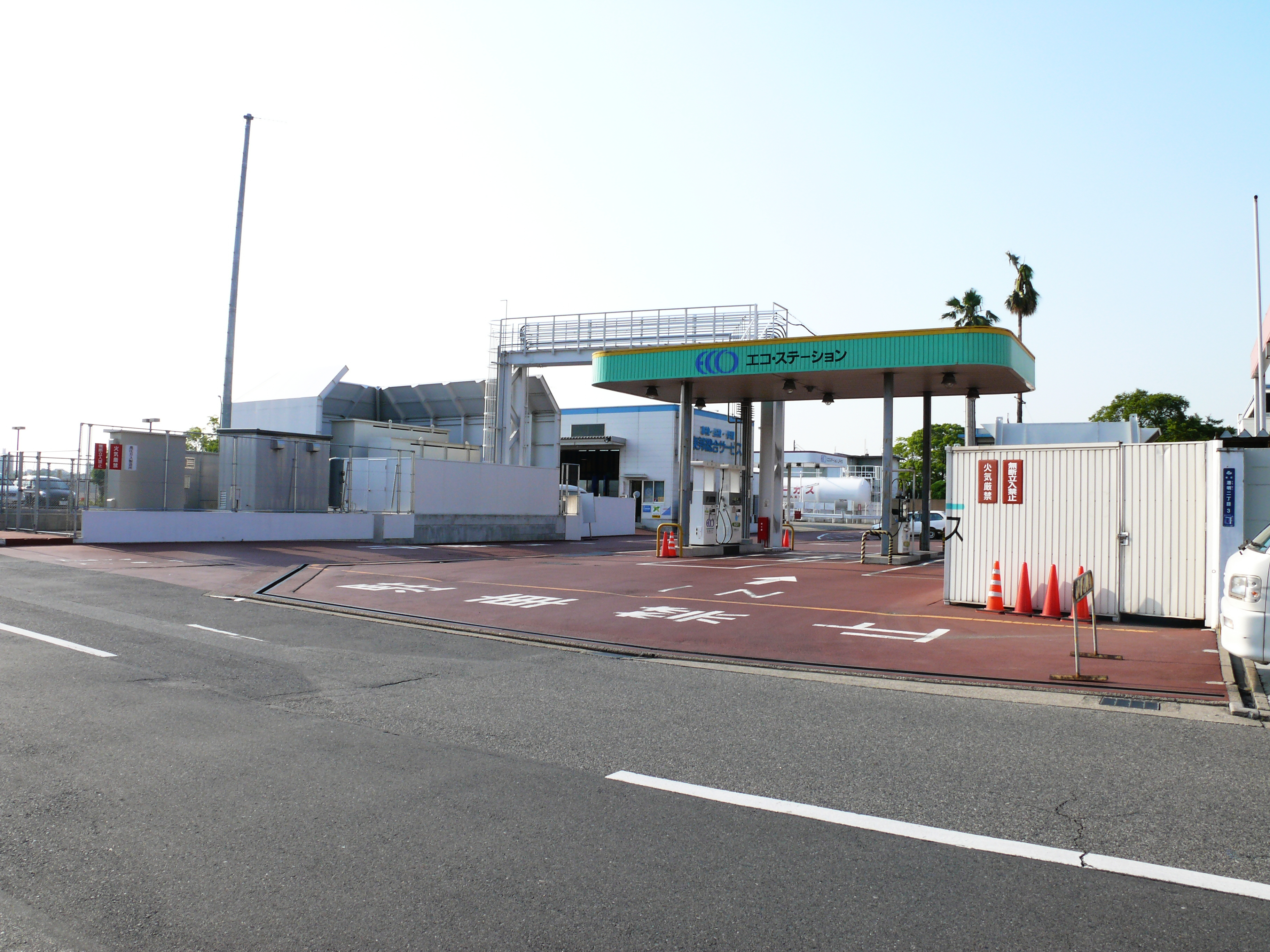
エコ・ステーション（CNG自動車）

- 電気自動車用

エコステーションではもっとも簡素な構成。駐車中に充電できるよう、非接触型コネクタ、交流200ボルト接触型コネクタ、コンセント（交流100ボルト・200ボルト）を備えている。2006年3月現在認定ステーションは45か所。市販の電気自動車やプラグインハイブリッド車が登場したことで、認定ステーション以外にも駐車場や公共施設などに充電器が設置されている。
- CNG自動車（天然ガス自動車・CNG車・NGV）用

圧縮機（コンプレッサー）、畜ガス器、充填器（ディスペンサー）により構成され、都市ガスのパイプラインを引き込み充填する。都市ガスが来ていない地域ではLNGをガスローリーで搬入することもある。ただし設置工事費に1億円程度、設備維持費に充填に必要な電気代が毎年100万円程度かかるのが難点。海外では電気を使用しないガスエンジンコンプレッサーもあるが日本では実用例はない。充填器が公道から5m以上離れていること、高圧ガス保安法の規制により保安監督者の配置が必要。エコステーション認定充填所は全国で約270か所、事業者が独自に設置した充填所を含めると300か所を超える。
天然ガス資源が豊富に産出・供給できるイラン、中華人民共和国、パキスタン、アルゼンチン、インド、タイ王国などでは一国あたり数千箇所のステーションのインフラを持つ。国際ガス連合の「Triennium Work Report June 2018（Natural gas - the fuel of choice towards clean mobility）」によると、世界の天然ガス自動車の普及台数は2600万台で、中国では約535万台、イランでは約400万台、インドでは304万5268台となっている。カーボンニュートラルに資する二酸化炭素のメタネーション技術も実用化している。
- LPG自動車（LPガス自動車・LPG車）用

コンプレッサー、LPGタンク、ディスペンサーにより構成される。エコステーション認定制度は主にトラック・ライトバン等のディーゼル代替LPG自動車用に設定されていた。これ以外に主にタクシー向けにオートガススタンドとして運営している施設も多く、これらを含めると全国に約1900か所。高圧ガス保安法の規制により保安監督者の配置が必要な第一種製造設備と保安監督者の不要な第二種製造設備に分けられる。
- メタノール自動車用

2002年からは補助対象外となった。メタノール純度100%のM100を扱う場合は毒物・劇物取扱責任者の配置が必要。こちらはメタノール車が少ないこともあり、認定ステーションは8か所。

## 水素ステーション

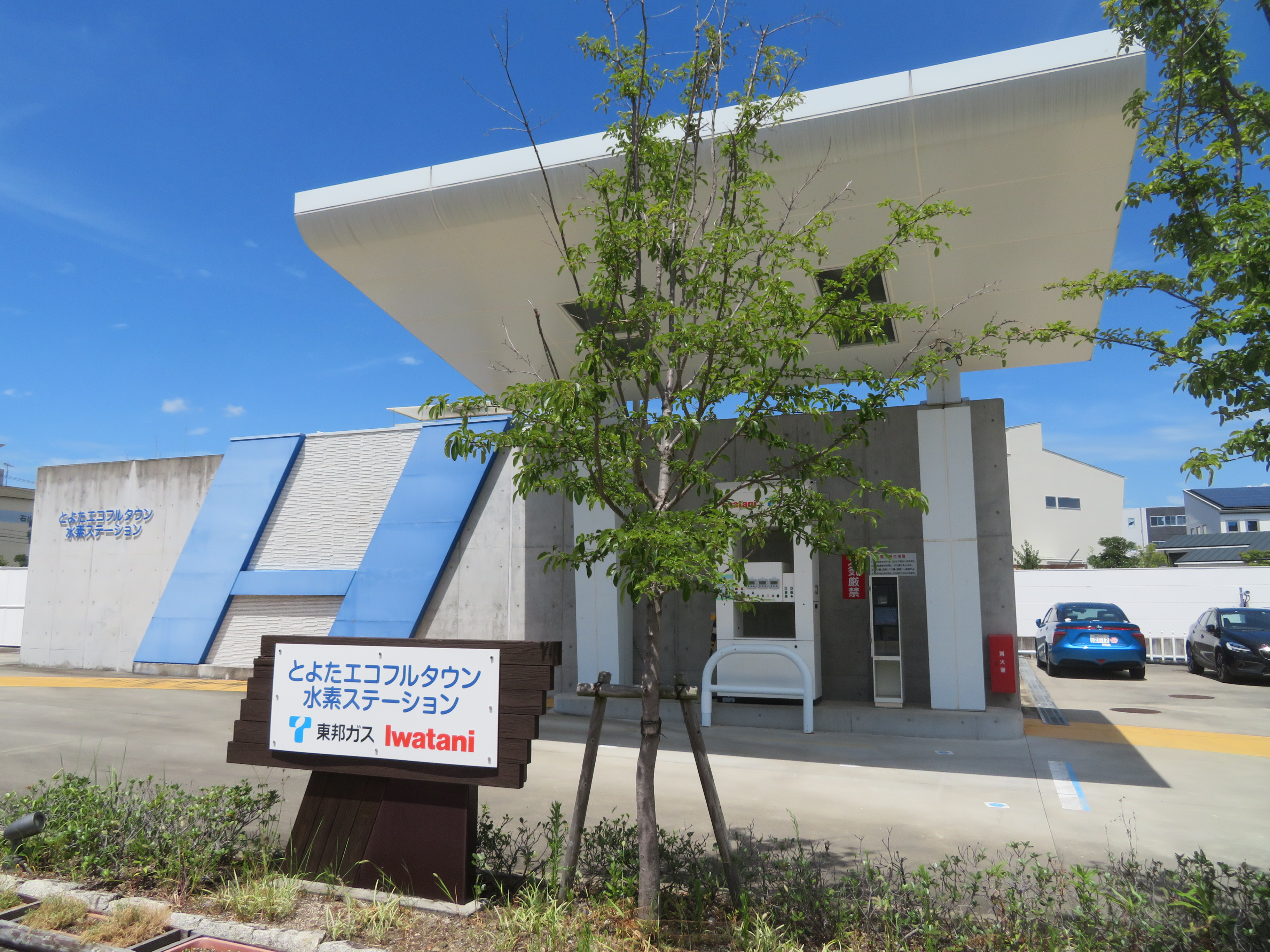
とよたエコフルタウン（豊田市元城町）の敷地内にある水素ステーション

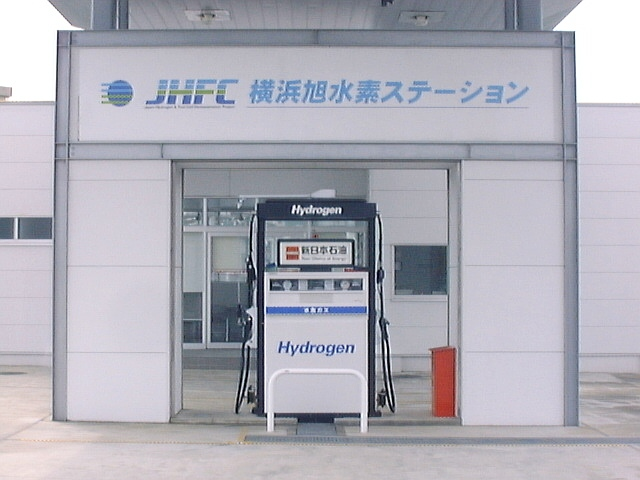
水素ステーションの一例。外見は普通のガソリンスタンドと大差はない。

1993年、WE-NET (World Energy Network：水素利用国際クリーンエネルギーシステム技術研究開発)が発足。世界的規模での温室効果ガスの排出削減、国際エネルギー需給の緩和等エネルギー・環境問題の同時解決を目的としたものである。
2002年、大阪府に国内初の燃料電池車向けの水素供給ステーションが完成。次いで同年水素供給ステーションが香川県高松市に完成した。首都圏には、2002年に横浜市鶴見区に初めて誕生した。
現在、トヨタ・MIRAI、メルセデス・ベンツ・GLC F-CELL、ヒュンダイ・ネッソの3車種の水素燃料電池車が市販されており、これらへの水素ガスや液体水素を充填する。内燃機関の水素自動車も実用化されており、今後市販の水素自動車への燃料供給も期待される。まだエコステーションに認定されていないが、将来的には認定制度に盛り込まれることが考えられる。　平成14〜22年度まで、JHFCプロジェクト（Japan Hydrogen & Fuel Cell Demonstration Project）により設置されたものが首都圏、中部地区、関西地区、九州地区に14基の水素ステーションを整備し実証試験を行っていた。2019年現在、商用水素ステーションは、燃料電池実用化推進協議会 (FCCJ) の会員企業等が運営している。2018年3月5日、トヨタ、ホンダ、日産など11社が水素ステーションの本格設置を目的に「日本水素ステーションネットワーク合同会社」を設立した。日本水素ステーションネットワーク合同会社(Japan H2 Mobility）略称: JHyM〈ジェイハイム〉によると、現在日本の水素ステーションは160カ所以上存在する。
- オンサイト型

圧縮機・蓄ガス器・ディスペンサーに加えて石油製品やガスを改質して水素を抽出する装置を備えているもの。水を電気分解して抽出するものもある。
- オフサイト型

外部から水素ガスを搬入し、改質装置を持たないもの。液化水素の貯留槽、水素圧縮機、蓄圧設備、ディスペンサーなどから成る。
- 移動式

トラックに水素充填装置を積載したもので、豊田通商・大陽日酸・岩谷産業が開発・販売している。
初期費用やランニングコストの例として、2018年に熊本県が県庁敷地内に設置した水素ステーションの例を示す。県は国の補助を活用して約1億6000万円をかけて導入。県のFCVの公用車2台を対象に一般には開放せず、あまり使用頻度の高くない状況で運営を続けていたが、2024年に耐用年数が来たとして約800万円費用で撤去を行うこととなった。継続して使うにはメンテナンスが必要だが修理用の部品がなくなっていること,
FCVが普及せず民間の水素ステーションで代替できることが撤去の判断となった。